# لویی‌ویل (کنتاکی)
لویی‌ویل (به انگلیسی: Louisville) بزرگ‌ترین شهر در ایالت کنتاکی آمریکاست و ۷۰۱۵۰۰ نفر جمعیت دارد.

هر ساله بزرگ‌ترین مسابقهٔ اسب‌دوانی آمریکا به نام کنتاکی دربی در مجموعهٔ چرچیل داونز شهر وییویل، برگزار می‌شود. 

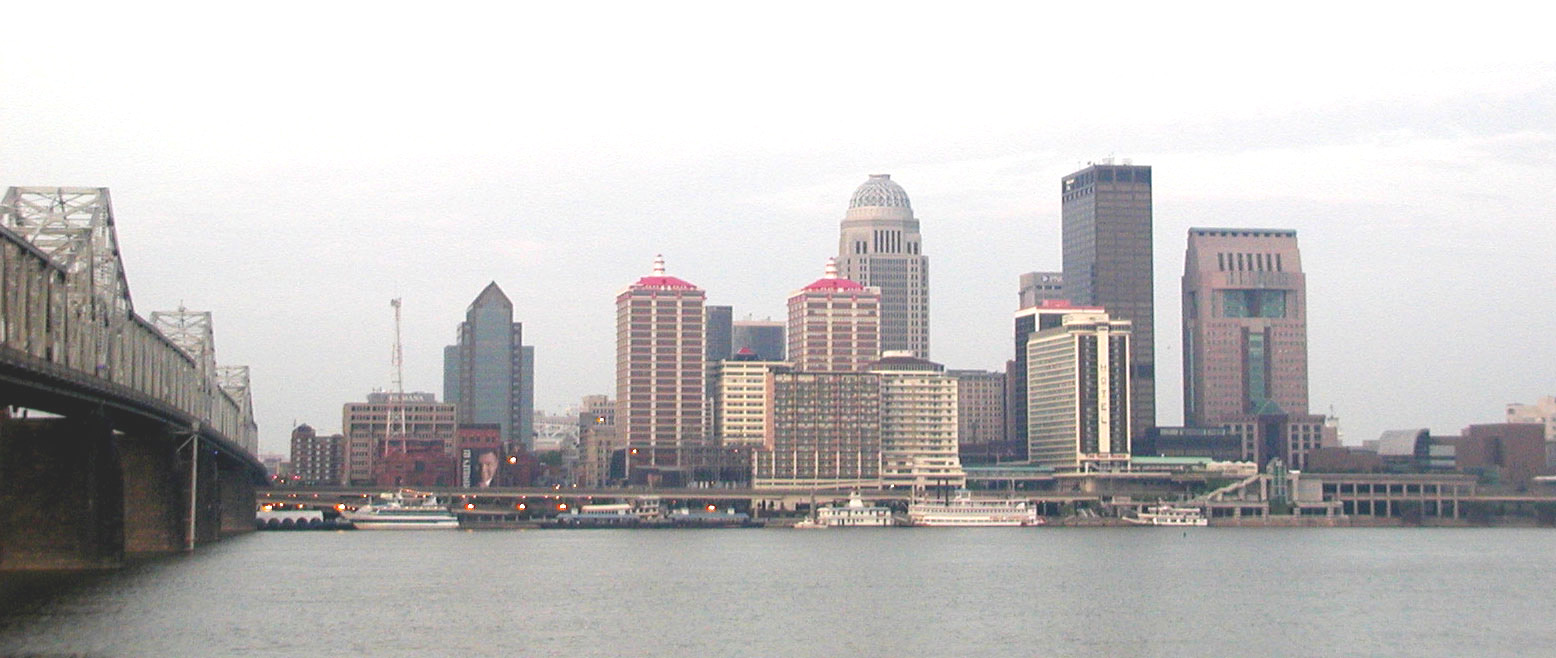
شهر لویی‌ویل در کرانه رودخانه اوهایو

## مراکز فرهنگی و دانشگاهی
- دانشگاه لویی‌ویل

دانشگاه لویی‌ویل یک دانشگاه عمومی است که در سال ۱۷۹۸ تأسیس شده‌است. این دانشگاه اولین دانشگاه در مالکیت شهر در ایالات متحده آمریکا است. این دانشگاه از ۱۱۸ بخش از بخشهای ایالت کنتاکی و تمامی ۵۰ ایالات کشور و بیش از ۱۱۶ کشور دنیا دانشجو می‌پذیرد.
- موزه محمد علی کلی[۵]
- موزه اسپید